# MAGIC (望遠鏡)
MAGICは、スペイン・カナリア諸島ラ・パルマ島の標高2,200 m地点にあるロケ・デ・ロス・ムチャーチョス天文台に設置されている2台の解像型大気チェレンコフ望遠鏡でから構成されるシステムである。MAGICという名前はMajor Atmospheric Gamma-ray Imaging Cherenkov Telescopeの略である。MAGICは、チェレンコフ放射を用いてガンマ線から放出される粒子のシャワーを検出する。反射面の直径は17 mと世界最大である。
1つ目の望遠鏡は2004年に建造され、5年間単独で観測を行った。2つ目の望遠鏡 (MAGIC-II) は1つ目から85 m離れた位置に建造され、2009年7月からデータの測定を開始した。2つはMAGICという立体望遠鏡システムに統合された。
他の地上のガンマ線望遠鏡は通常、2 - 300 GeVのエネルギー範囲のガンマ線を観測するが、鏡面が大きいため、MAGICは50 GeVから30 TeVのエネルギー範囲のガンマ線を観測することができる。宇宙望遠鏡はkeVから数GeVのエネルギー範囲のガンマ線を観測する。

## 目的
望遠鏡の目的は、次のような天体から来る光子を検出することである。
- 活動銀河のブラックホールの降着円盤
- 超新星残骸
- パルサー星雲、X線連星等のその他の銀河源[2][3]
- EGRETやフェルミガンマ線宇宙望遠鏡で同定されなかった天体
- ガンマ線バースト
- 暗黒物質の対消滅

## 観測
MAGICは、かにパルサーから来る25 GeV以上のエネルギーのガンマ線パルスを観測した。このような高エネルギーの存在は、多くのモデルと異なり、ガンマ線源がパルサーの磁気圏の遠く外側に位置することを示している。
またMAGICは、地球から50億光年の位置にあるクエーサー3c 279からの非常に高エネルギーの宇宙線を検出した。これは、これまでに観測された最も遠い超高エネルギー宇宙線の2倍もの距離だった。この信号は、それまでの可視光線や赤外線による観測に基づいて推定されていたよりも宇宙が透明であることを示していた。
MAGICは、りゅう座矮小銀河での暗黒物質の崩壊による宇宙線を観測しなかった。この結果は、暗黒物質のモデルへの既知の制約を補強するものだった。
さらに議論を呼んだものとして、2005年7月9日に発生したブレーザーMarkarian 501のバーストで発生した宇宙線のエネルギーが宇宙線の速度に依存していたことを示した観測がある。1.2から10 TeVのエネルギーを持つ光子は、25から6 TeVのエネルギーの光子よりも4分遅れて到着した。平均の後れは光子エネルギー1 GeVごとに0.030±0.012秒だった。もし光子の速度とエネルギーが比例すると、光速は光子のエネルギーを-2×1017 GeVで割った値から若干差を生じることになる。

## 仕様
それぞれの望遠鏡は以下の仕様を持つ。

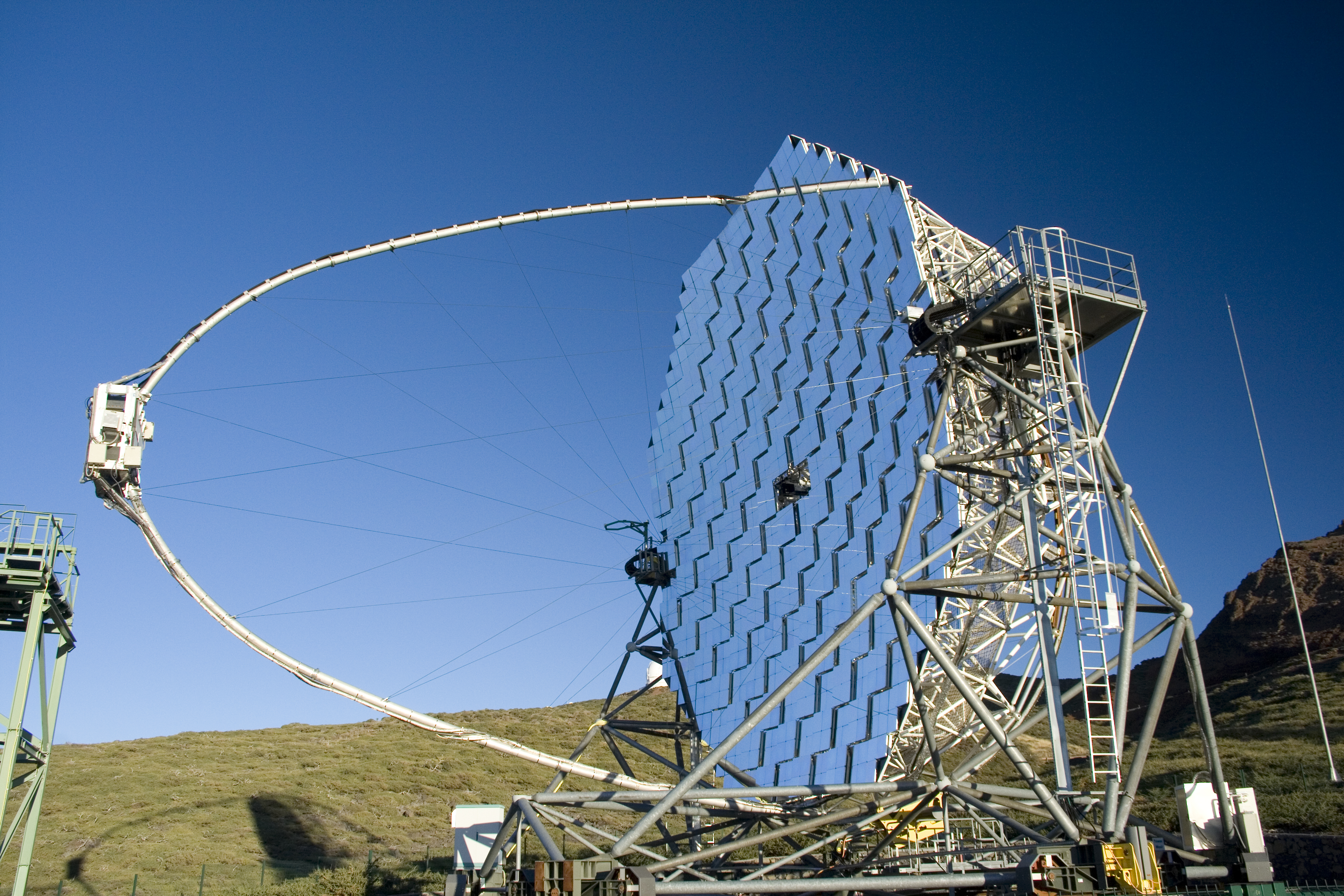
晴れた日のMAGIC

- 集光面236 m2は、50 cm×50 cmのアルミニウムの反射鏡から構成されている。
- 軽量の繊維強化プラスチックフレーム
- 検出器は、中央の396個の六角形の光電子増倍管（直径2.54 cm）を外側の180個のより大きい光電子増倍管（直径3.81 cm）が取り巻いた構造を持つ。
- 信号のデジタル化は2 GHzのデジタル-アナログ変換器で行われる。
- 合計の重量は40,000 kgである。
- 観測箇所の変更は40秒以内に行われる。

## 協力機関

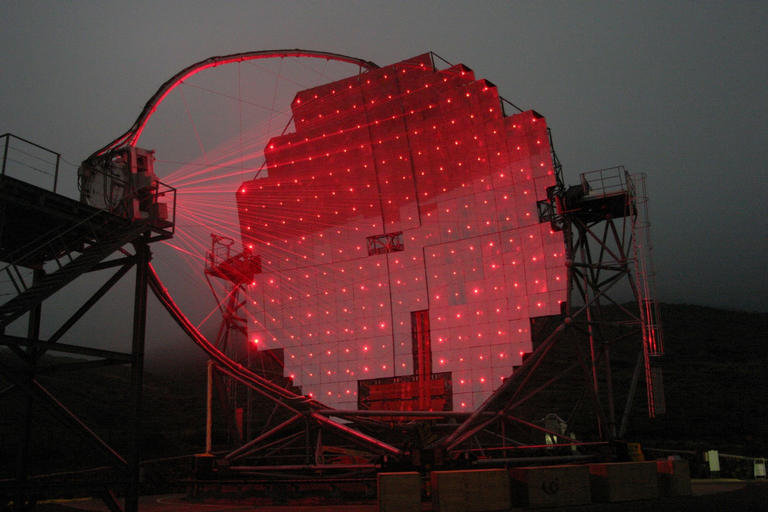
霧の夜のMAGIC、レーザー光線が見える

ドイツ、スペイン、イタリア、スイス、クロアチア、フィンランド、ポーランド、ブルガリア、アルメニアの20以上の機関の研究者がMAGICを用いた実験に携わっている。そのうち大きなグループは以下のとおりである。
- 高エネルギー物理学研究所（スペイン）
- バルセロナ大学（スペイン）
- マドリード・コンプルテンセ大学（スペイン）
- マックス・プランク物理学研究所（ドイツ）
- パドヴァ大学（イタリア）
- トゥオルラ天文台（フィンランド）
- シエナ大学（イタリア）
- ウーディネ大学（イタリア）
- ドルトムント工科大学（ドイツ）
- ユリウス・マクシミリアン大学ヴュルツブルク（ドイツ）
- 粒子物理学研究所（スイス）
- 核エネルギー研究所（ブルガリア）
- クロアチアMAGICコンソーシアム（クロアチア）